# Te Tau Ihu Māori
Los Te Tau Ihu Māori («maoríes sobre el Sur») son un grupo de iwis (tribus) maoríes que habitan en el extremo norte la Isla Sur de Nueva Zelanda. Incluye los iwi de Ngāti Kuia, Rangitāne y Ngāti Apa (del waka de Kurahaupō), Ngāti Koata, Ngāti Rārua y Ngāti Toa (del waka de Tainui), Ngāti Tama y Te Āti Awa (de Taranaki).